# Municipio de Mjölby
Mjölby (en sueco: Mjölby kommun) es un municipio en la provincia de Östergötland, al sureste de Suecia. Su sede se encuentra en la ciudad de Mjölby. El municipio actual se estableció en 1971 cuando las ciudades de Mjölby y Skänninge se fusionaron con los municipios rurales adyacentes.

## Localidades
Hay tres áreas urbanas (tätort) en el municipio:
| # | Tätort     | Población |
| - | ---------- | --------- |
| 1 | Mjölby     | 13 507    |
| 2 | Mantorp    | 3800      |
| 3 | Skänninge  | 3363      |
| 4 | Väderstad  | 586       |
| 5 | Spångsholm | 342       |
| 6 | Sya        | 291       |
| 7 | Hogstad    | 227       |

## Ciudades hermanas
Mjölby está hermanado o tiene tratado de cooperación con:
- Karmøy, Noruega
- Hankasalmi, Finlandia
- Häädemeeste, Estonia